# 泰舒普

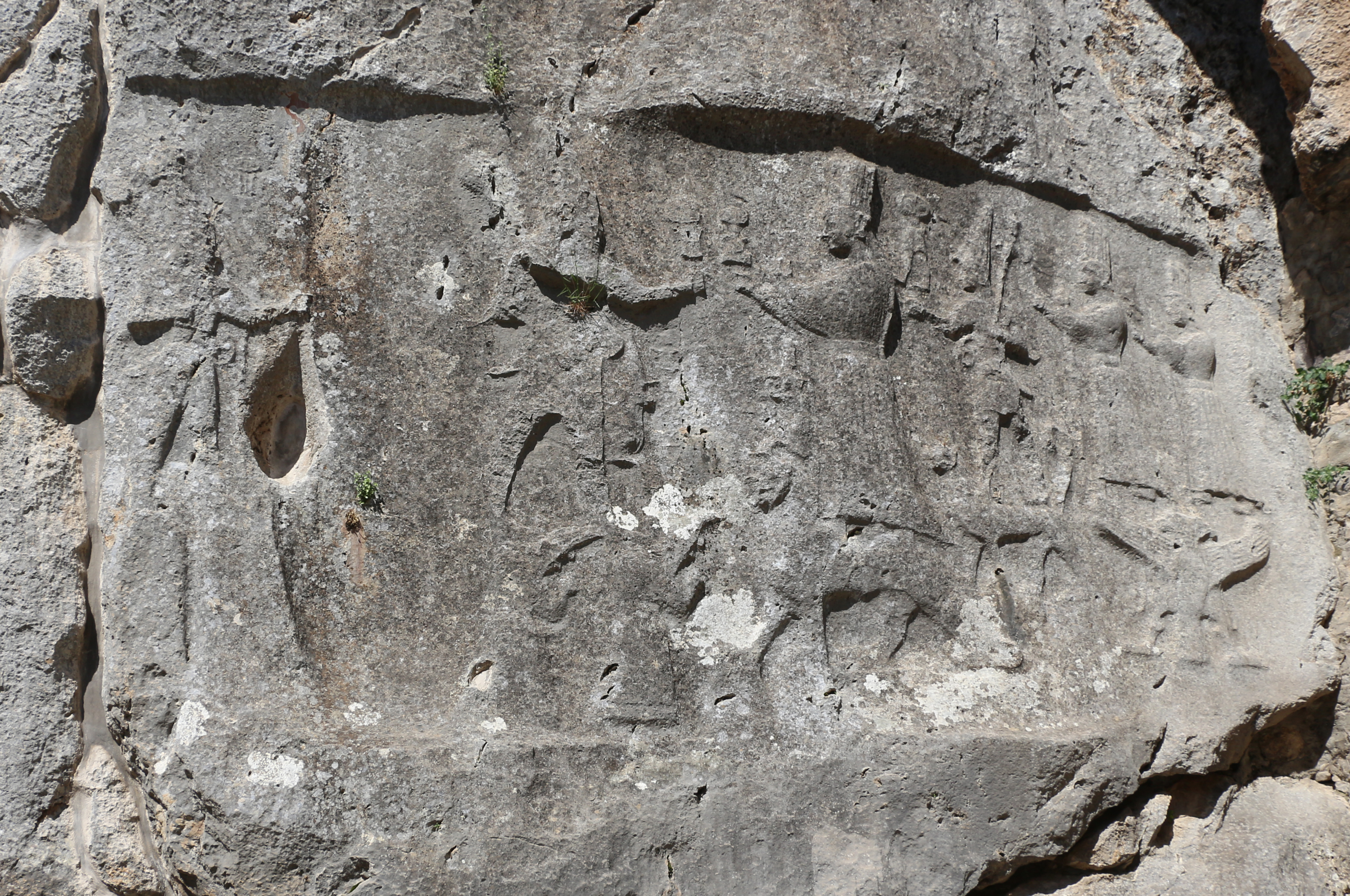
泰舒普（左）和希巴特

泰舒普（Teshub或Teshup）是胡里安人的天氣神，之後被西台人吸收為天氣神塔爾洪（Tarhun）。

## 神話
根據西台神話的《神譜》，泰舒普在諸神中取得至高地位，之前的阿拉魯（Alalu）、安努（Anu）和庫馬比（Kumarbi）相繼被罷黜並放逐到冥界。另一個神話《烏利庫米之歌》則描述了泰舒普與怪物烏利庫米的戰鬥。其配偶是天后希巴特（Hebat），祂們有一個兒子沙魯瑪（Sharruma）。在某些描繪中，祂手持一根手杖，或者駕駛由公牛拉著的戰車。